# Wolfgang Philipp Kilian

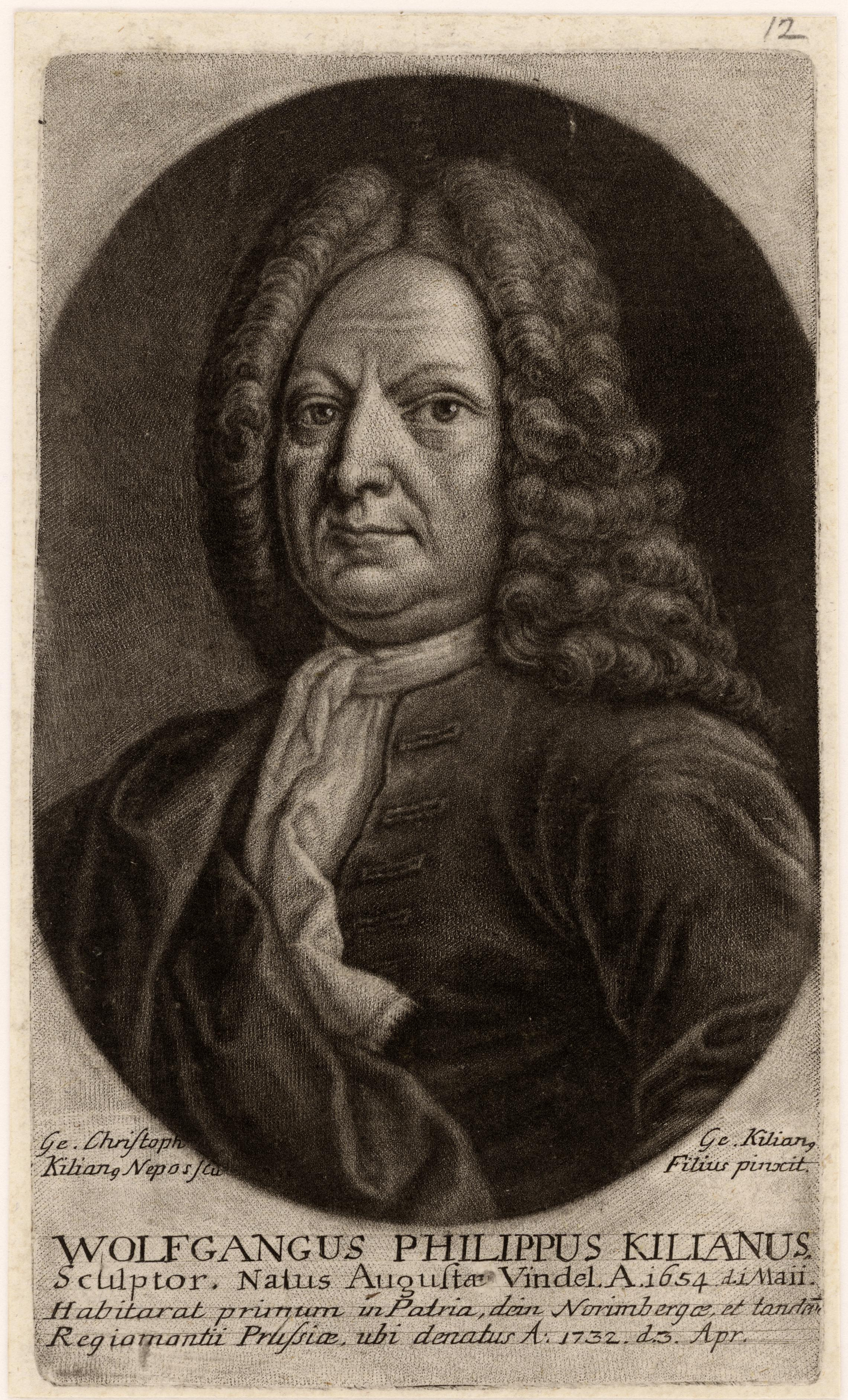
Wolfgang Philipp Kilian, Stich von Georg Christoph Kilian

Wolfgang Philipp Kilian (* 1. Mai 1654 in Augsburg; † 3. April 1732 in Königsberg) war ein deutscher Kupferstecher, der der Familiendynastie der Kilians entstammte.

## Leben
Wolfgang Philipp Kilian war ein Sohn des Augsburger Kupferstechers Philipp Kilian (1628–1692) und dessen Ehefrau Susanne, Tochter des Kunstverlegers Elias Lotter. Er war Zeichner und Kupferstecher in Augsburg, Nürnberg und Königsberg. Er hatte einen Bruder Jeremias Kilian († 1730) der ebenfalls Kupferstecher war und unter anderem ein Bildnis des Königs Friedrich III. von Dänemark gestochen hatte.
Er hatte mehrere Söhne:
- Max Philipp Kilian († 1714, im Alter von 41 Jahren, Kupferstecher)
- Johann Jakob Kilian (1678–1705, Kupferstecher)
- Johann Friedrich Kilian (1682–1747, Goldschmied)
- Georg Kilian (1683–1745, Maler und Kupferstecher), der Vater von Philipp Andreas Kilian (1714–1759).
- Paul Kilian (1687–1718, Kupferstecher)

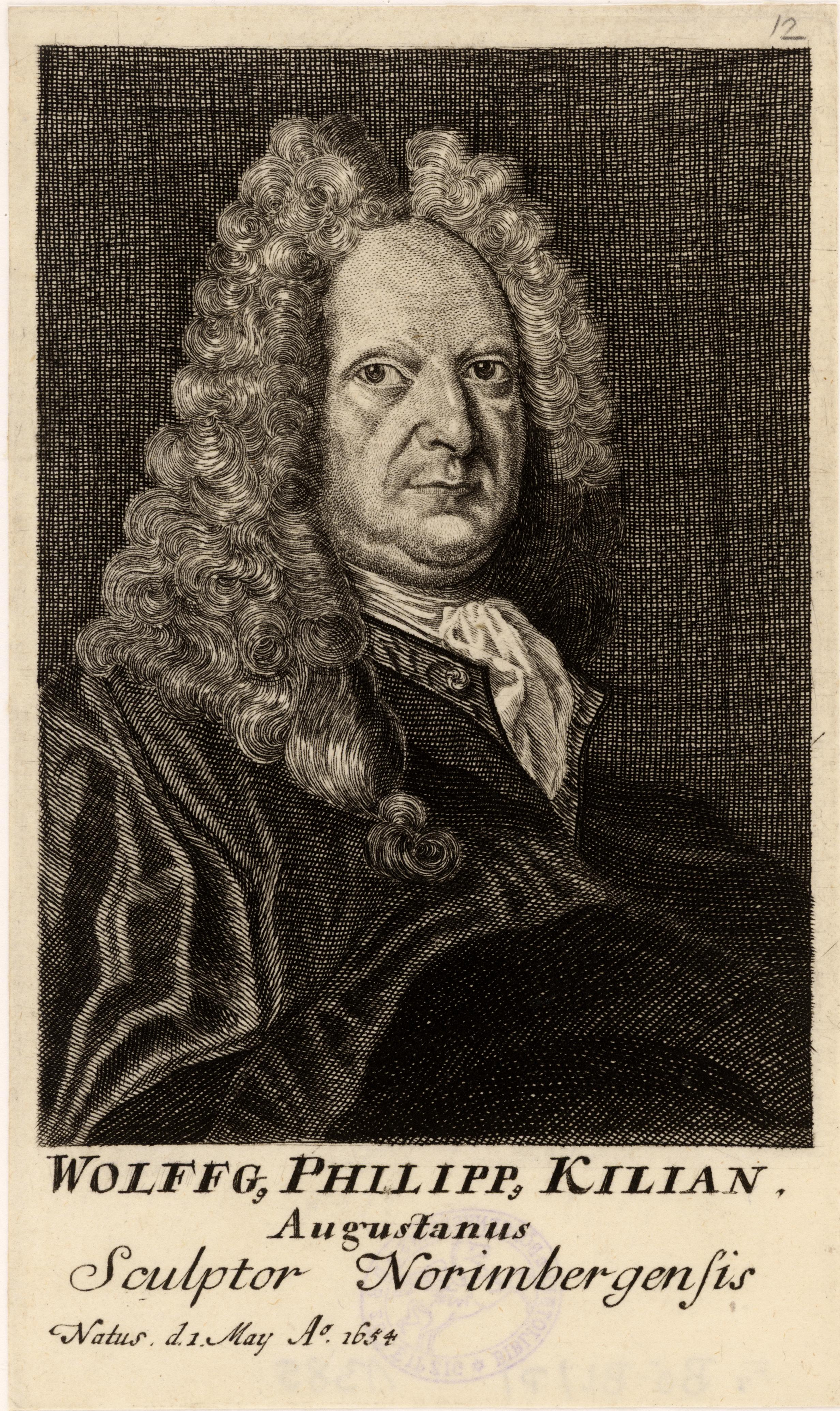
W. Ph. Kilian, Todestag hier 17. März 1732
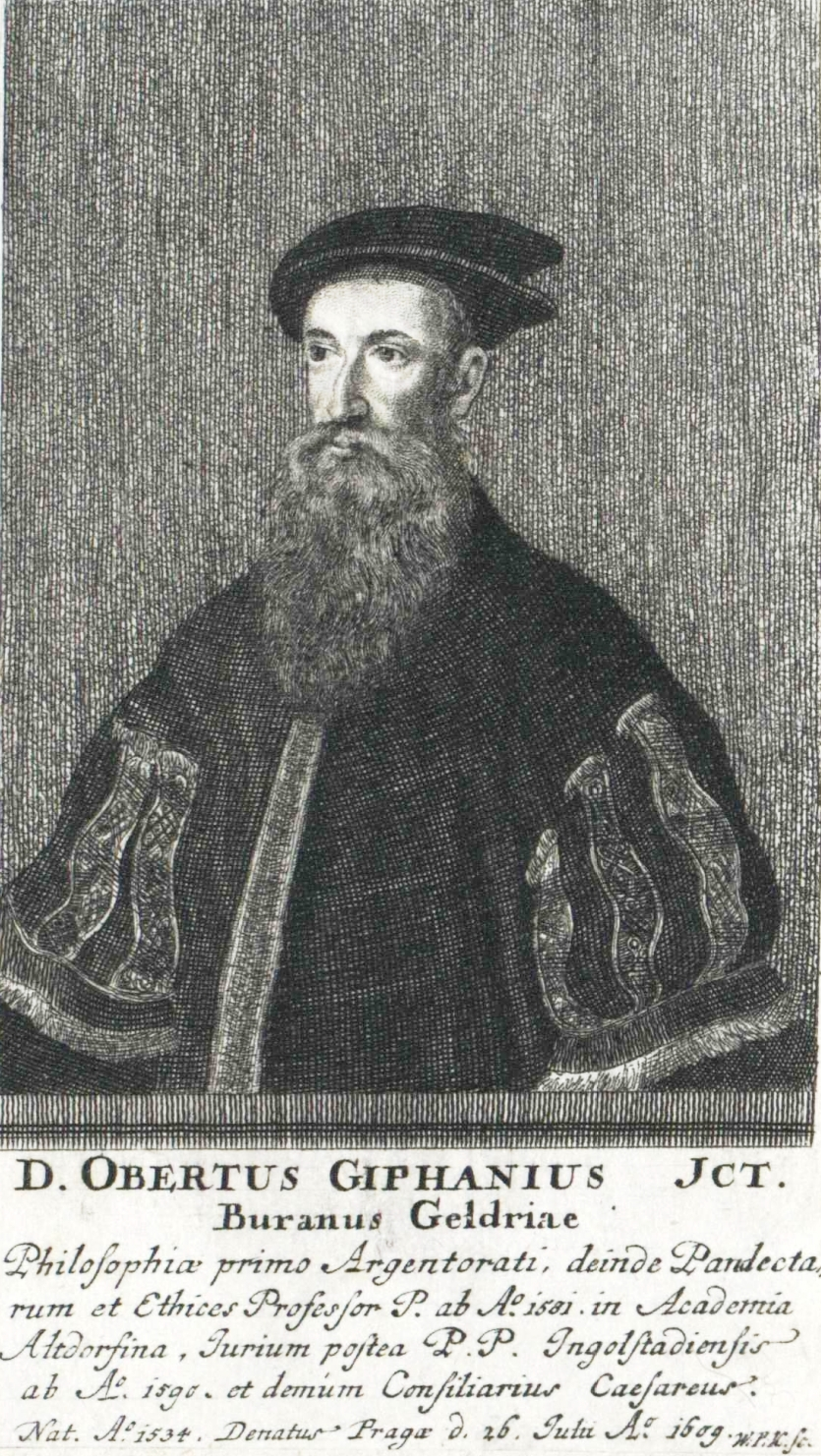
Bildnis Hubert van Giffen, Stich von Kilian mit Kurzsignatur „W.P.K.“
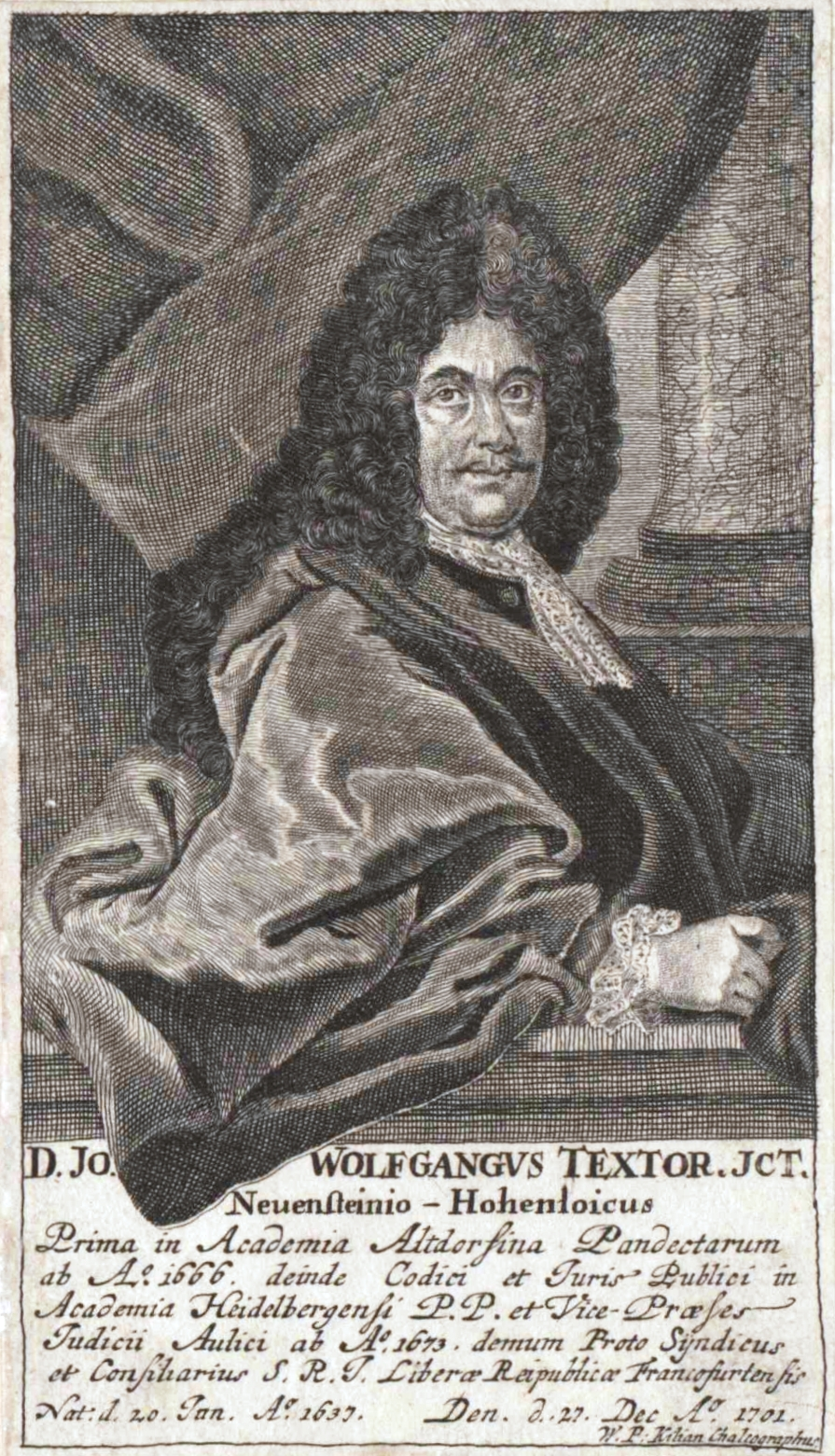
Bildnis Johann Wolfgang Textor, Stich von Kilian mit Signatur „W.P.Kilian“